# Radja Nainggolan
Radja Nainggolan (født 4. maj 1988 i Antwerpen, Belgien) er en belgisk fodboldspiller (midtbane), der i øjeblikket spiller for Royal Antwerp i den belgiske Jupiler Pro League, før det spillede han i den italienske Serie A klub Inter.
Tidligere har han repræsenteret Piacenza, Cagliari og AS Roma.

## Landshold
Naingolan har (pr. april 2018) spillet 29 kampe og scoret seks mål for det belgiske landshold, som han debuterede for 29. maj 2009 i en venskabskamp mod Chile. Han var en del af den belgiske trup til EM i 2016 i Frankrig, hvor holdet nåede kvartfinalen.